# Hawijch Elders
Hawijch Elders (Grenoble, 31 oktober 1998) is een Nederlandse violiste.

## Biografie
Sinds september 2022 is Hawijch Elders artist in residence aan de Muziekkapel Koningin Elisabeth in Waterloo, waar ze studeert bij Augustin Dumay. Elders studeert sinds 2016 bij Ilya Grubert aan het Conservatorium van Amsterdam, waar ze haar Bachelor of Music (2020) en Master of Music in 2022 afrondde met de hoogste lof. Zij begon op zesjarige leeftijd met vioollessen bij Mea Fontijn, en kreeg tot 2016 viool- en kamermuzieklessen van Benzion Shamir, Codarts Rotterdam. Ze nam deel aan masterclasses van onder andere Shlomo Mintz, Ivry Gitlis, Ray Chen, Pierre Amoyal, Emmy Verhey, Christoph Poppen, Shmuel Ashkenasi, Ani Schnarch, Zakhar Bron en Ana Chumachenco.
Hawijch Elders won de eerste prijs en drie speciale prijzen van het 8e Henri Marteau Internationaal Vioolconcours in mei 2023, waar zij in de finale soleerde in Paganini's eerste vioolconcert met de Hofer Symphoniker onder leiding van Maestro Christoph-Mathias Mueller.
Eind 2018 won zij de tweede prijs tijdens het 37e ‘Premio Rodolfo Lipizer’ Internationale Vioolconcours. In januari 2018 soleerde zij met het Residentie Orkest o.l.v. Otto Tausk met het vioolconcert van Antonín Dvořák in de finale van het Nationaal Vioolconcours Oskar Back, waar zij de Publieksprijs won en haar de tweede prijs werd toegekend.
In 2021 won zij de tweede prijs van de Odesa Internationale Vioolconcours en de
eerste Prijs van het 5e Leonid Kogan Internationale Vioolconcours.
Hawijch Elders soleerde in de vioolconcerten van Beethoven, Sibelius, Bach, Paganini, Britten en Dvořák en in Sarasate’s Carmen Fantasie met onder andere Real Filharmonía de Galicia, de Nieuwe Philharmonie Utrecht, Orquestra Clássica da Madeira, Domestica Rotterdam, het Amsterdam Symphony Orchestra, Amadeus Chamber Orchestra of Polish Radio, Odessa Philharmonic Orchestra, het Residentie Orkest en het Nederlands Philharmonisch Orkest. Ze maakte haar debuut in Bozar, Brussel, in maart 2023, met een uitvoering van Mozarts vierde vioolconcert met het Wiener KammerOrchester onder leiding van Augustin Dumay. Zij voert tevens graag kamermuziek uit en heeft verscheidene recitals verzorgd, onder andere in het kader van The International Holland Music Sessions.

## Instrument
Hawijch Elders speelt op een viool, gebouwd door Gennaro Gagliano (Napels, ca. 1755) en met een strijkstok, gebouwd door Dominique Peccatte (midden 19e eeuw), beide in bruikleen van het Nationaal Muziekinstrumenten Fonds (NMF). De viool behoort tot de ‘collectie Willem G. Vogelaar’ en de strijkstok tot de 'collectie Tettelaar'.

## Prijzen en onderscheidingen
- 2025 – Premio Internazionale Antonio Mormone
- 2023 – 57e 'Premio Paganini' Internationaal Vioolconcours, 4e prijs
- 2023 – 8e Henri Marteau Internationaal Vioolconcours, 1e prijs
- 2022 – XII International Jean Sibelius Violin Competition, Halvefinalist en Sibelius family prijs
- 2021/2022 - Dutch Classical Talent, Laureaat
- 2021 – Leonid Kogan International Competition for Young Violinists, 1e Prijs
- 2021 – II Odesa International Violin Competition, 2e Prijs
- 2019 – Kersjesvioolbeurs
- 2019 – 3e Oleh Krysa International Violin Competition, Laureaat
- 2018 – 37e ‘Premio Rodolfo Lipizer’ Internationaal Vioolconcours, 2e Prijs
- 2018 – Nationaal Vioolconcours Oskar Back, 2e Prijs en Publieksprijs
- 2014 – Classic Young Master Award 2014
- 2013 – Prinses Christina Concours - Nationale Finale, 2e Prijs en Publieksprijs
- 2010 – Iordens Viooldagen, 1e Prijs